# Ulica Wroniecka w Poznaniu
Ulica Wroniecka – ulica w Poznaniu na Starym Mieście, na osiedlu samorządowym Stare Miasto biegnąca od Starego Rynku w kierunku północnym. 

## Nazwa
W średniowieczu nosiła nazwę Wroniecka, do 1919: Wronkerstrasse, 1919-1939: Wroniecka, 1939-1945: Schinkelstrasse, od 1945: Wroniecka. W ciągu ulicy zlokalizowana była brama stanowiąca element murów miejskich.

## Historia i obiekty
Od daty lokacji miasta w 1253 ulica prowadziła z Rynku na północ, ku Bramie Wronieckiej (zburzonej przez Prusaków) i dalej do m.in. Wronek oraz do Szczecina. W średniowieczu mieszkali tu głównie rzeźnicy i piwowarzy, czerpiący wodę z pobliskiej (obecnie skanalizowanej) Bogdanki. Obecna zabudowa w dużym stopniu pochodzi z XIX wieku, jak również z odbudowy po II wojnie światowej (teren ten mocno ucierpiał w czasie bitwy o Poznań w 1945, straty w zabudowie dochodziły do 90%).
W przeszłości (przed 1939) przy ulicy znajdowały się m.in.:
- składnica licytacyjna Brunona Trzeciaka (za Pałacem Mielżyńskich),
- kawiarnia Jana Geislera, właściciela pobliskiej ujeżdżalni Geislera (pierwszy taki lokal w Poznaniu[4][5] z ogrodem, bilardem i kręglami),
- Zakłady Elektro-Mechaniczne K. Kaczmarek i J. Fleih (nr 4),
- skład komisowy Towarzystwa Akcyjnego "Zawiercie" Bronisława Gliksmana (nr 4),
- Poznańska Fabryka Bielizny Jana Ebertowskiego (nr 6/8),
- piekarnia reemigranta z Westfalii, Wacława Jankowiaka (nr 10), który wprowadził na rynek poznański chleb razowy,
- restauracja i sala posiedzeń Franciszka Tomczyka (nr 13),
- przedstawicielstwo fabryki "Richard Heike" (Walentego Grządzielskiego pod nr 16)[5].

Synami piekarza Wacława Jankowiaka, którzy zamieszkiwali przy ulicy byli profesorowie poznańskich szkół wyższych: Józef Jankowski (balneolog), Adam Jankowski (higienista) oraz Ludwik Jankowski (ekonomista).
Obecnie pod numerem 14 funkcjonuje Muzeum i Pracownia Józefa Ignacego Kraszewskiego, a także Ośrodek Dokumentacji Wielkopolskiego Środowiska Literackiego. Kamienica ta wzniesiona została w XVIII wieku na murach gotyckich piwnic.
W północnej części ulicy stoi Hotel Puro (budynek otrzymał Nagrodę Jana Baptysty Quadro w 2014).

## Zabytki
W rejestrze zabytków znajdują się następujące budynki:
- zespół domu nr 2-3:
  - dom od frontu zbudowany około 1756, przebudowany w 1864, odbudowany w 1957,
  - dom od frontu zbudowany około 1796, przebudowany w latach 1873–1877, 1881, 1905, odbudowany w 1957,
  - dom od frontu zbudowany około 1766, przebudowany w 1874, odbudowany w 1957,
- dom nr 5: zbudowany w XV wieku, ponownie w 1736, rozbudowany w latach 1784-1785, przebudowany w latach 1873-1876 i 1907, odbudowany w 1946,
- zespół domu nr 6-8: 
  - dom od frontu zbudowany około 1786, przebudowany w latach 1879-1882, odbudowany w 1957,
  - dom od frontu zbudowany około 1804, przebudowany w 1879, odbudowany w 1957,
  - dom od frontu zbudowany około 1766, przebudowany w 1879, odbudowany w 1957,
- dom nr 10 zbudowany w 1874,
- dom nr 13: zbudowany w XV wieku, przebudowany w latach 1805, 1879, 1905 i 1929,
- dom nr 14: zbudowany w XV wieku, przebudowany w latach 1803 i 1883,
- dom nr 15: zbudowany w XVI wieku, rozbudowany w latach 1794-1795, przebudowany w latach 1856 i 1876,
- zespół domu nr 16:
  - dom od frontu zbudowany w XV wieku, rozbudowany około 1790, przebudowany w 1845,
  - oficyna z 1908,
- dom nr 17-17a: zbudowany w XVI wieku, rozbudowany w 1766, przebudowany w latach 1872, odbudowany w 1950,
- dom nr 18: zbudowany około 1804, przebudowany w latach 1867-1868, rozbudowany około 1900,
- dom nr 19: zbudowany w XVI wieku, przebudowany w latach 1796 i 1875, odbudowany w latach 1968-1969,
- dom nr 20: zbudowany w XV wieku, przebudowany w latach 1796 i 1875, odbudowany w latach 1968-1969,
- dom nr 21: zbudowany w XV wieku, przebudowany w XVIII wieku i 1881, odbudowany w 1956,
- dom nr 22: zbudowany w XV wieku, przebudowany w XIX wieku i 1875, odbudowany w 1956,
- dom nr 23: zbudowany w XV wieku, przebudowany w latach 1776 i 1888,
- dom nr 24: zbudowany w XV wieku, przebudowany w latach 1805, 1879, 1905 i 1929,
- zespół domu nr 24: 
  - dom od frontu zbudowany w pierwszej połowie XV wieku, rozbudowany około 1775, przebudowany w 1835,
  - oficyna lewa z pierwszej połowy XIX wieku,
  - oficyna prawa z pierwszej połowy XIX wieku[8].

## Transport
Ulicą przebiegała linia tramwajowa w kierunku Tamy Garbarskiej. W 1993 roku przy ul. Wronieckiej powstał pierwszy w Polsce kontrapas dla rowerów.